# Czesław Ancerewicz
Czesław Ancerewicz (ur. 1888, zm. 16 marca 1943) – polski dziennikarz.

## Życiorys
W trakcie wojny polsko-bolszewickiej działał w polskim wywiadzie wojskowym. Przed wojną był redaktorem i współwydawcą wraz z Mikołajem Zdanowiczem – „Kuriera Białostockiego”. Był również prezesem Syndykatu Dziennikarzy w Białymstoku.

Po wybuchu II wojny światowej znalazł się w strefie okupacji sowieckiej. W czerwcu 1941 w Białymstoku, NKWD aresztowało jego żonę Teresę i syna Bohdana. Jego syn został deportowany do Kraju Ałtajskiego w ZSRR. Sam Ancerewicz również został aresztowany i zbiegł dopiero po ataku III Rzeszy na ZSRR (uciekł z pociągu, którym miał zostać wywieziony w głąb ZSRR). W czasie okupacji Ancerewicz był źródłem informacji dla AK.

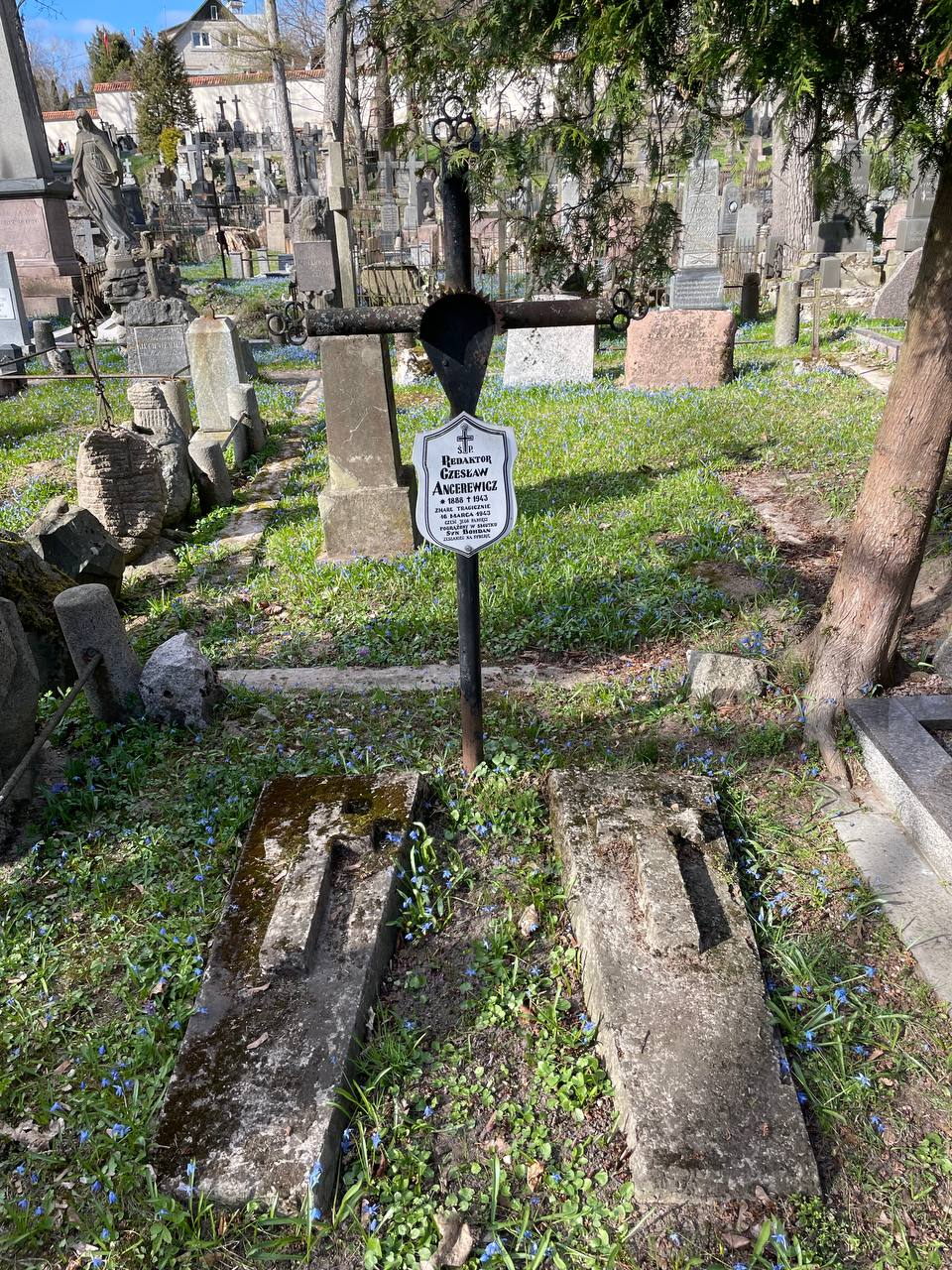
Grób Czesława Ancerewicza na cmentarzu Bernardyńskim w Wilnie

 Jego egzekucja była najgłośniejszą tego typu akcją wykonaną przez Kedyw Okręgu Wileńskiego AK.
W czasie okupacji niemieckiej był redaktorem naczelnym wileńskiej gadzinówki „Goniec Codzienny”. Wojskowy Sąd Specjalny wydał na niego wyrok śmierci za kolaborację. Akcję wykonania wyroku zaplanował i opracował Sergiusz Piasecki. Wyrok za kolaborację wykonał 16 marca 1943, Sergiusz Kościałkowski ps. „Fakir”, któremu towarzyszyli Witold Milwid i Jerzy Urbankiewicz. Czesław Ancerewicz został zastrzelony w kościele św. Katarzyny w Wilnie.
Został pochowany na cmentarzu Bernardyńskim w Wilnie.
W 2022 z inicjatywy wrocławskiego oddziału IPN powstał film „Fakir” — W imieniu Rzeczypospolitej, w którym w postać Czesława Ancerewicza wcielił się Waldemar Szełkowski.

## Ocena postawy Ancerewicza
Część historyków kwestionuje słuszność podziemnego wyroku śmierci na Ancerewicza wskazując, że Goniec Codzienny nie był typową gadzinówką i skupiał się między innymi na krytyce i wskazywaniu zbrodni sowieckich. Do tych historyków należy między innymi dr hab. Tomasz Balbus. Kazimierz Krajewski przypuszcza natomiast, że inicjatorami twardych działań polskiego podziemia wobec Ancerewicza i Józefa Mackiewicza, których antybolszewickie artykuły bardziej szkodziły Sowietom niż Polakom, byli ludzie o poglądach prosowieckich.